# Erhard Buschbeck
Erhard Buschbeck (né le 6 janvier 1889 à Salzbourg et décédé le 2 septembre 1960 à Vienne) est un écrivain et dramaturge autrichien.

## Biographie
Buschbeck fait des études de droit, d'histoire de l'art et d'archéologie à l'université de Vienne. Ami intime de du poète Georg Trakl jusqu'en 1913, lorsqu'il commence une liaison avec sa sœur Grete, il publie sa première œuvre avec son ancien ami comme sujet en 1917 : Georg Trakl. Ein Requiem. 
De 1911 à 1913, il est éditeur de la revue Der Ruf et membre de l'Akademischer Verband für Literatur und Musik ; en cette qualité, il a organisé le Skandalkonzert désormais célèbre, donné le 31 mars 1913. De 1918 à 1960, il a été associé à la direction du Burgtheater de Vienne. De plus, il est professeur de 1929 à 1931 au Séminaire Max-Reinhardt.
Sa tombe se trouve au cimetière de Grinzing. Son legs est conservé dans la Bibliothèque nationale autrichienne.